# Jong PSV
A Jong PSV a PSV Eindhoven labdarúgócsapatának a tartalék-, és utánpótlás együttese, holland labdarúgóklub, amely jelenleg a Eerste Divisie-ben szerepel. Székhelye a 2500 férőhelyes de Herdgang.

## Történelem
A Jong PSV csapata 2013-ig kizárólag az utánpótlás-, és tartalékcsapatoknak kiírt Beloften Eredivisie küzdelmeiben vett részt. Ekkor a KNVB úgy döntött, hogy kibővíti a Eerste Divisie (másodosztály) mezőnyét 20 csapatosra, és többek közt a Jong Ajax (a nagy rivális AFC Ajax tartalékcsapata) együttesével lehetőséget kaptak, hogy profi bajnokságban mutathassák meg magukat.
A 2013-14-es idény volt az első ilyen szezon, és mivel a Jong PSV a PSV Eindhovennel egy ligarendszerben szerepel, néhány szabálynak meg kell felelnie. A két csapat nem szerepelhet egy bajnokságban, így a kis PSV hiába végezne feljutó helyen, nem válthatna osztályt (kivéve ha a nagy csapat ki nem esik), valamint 23 évnél idősebb játékos nem léphet pályára a csapatban, illetve olyan labdarú
gó sem aki már 150 tétmérkőzést lejátszott a PSV-ben. Korábban a Philips Stadiont használhatták, mint a hazai mérkőzések színhelye, azonban mivel gyakran kapott a két csapat azonos pályaválasztást egy bajnoki fordulóban, jelenleg a de Herdgang a csapat hivatalos pályája.

## Trófeák
(az alábbi sorozatokat kizárólag tartalékcsapatok számára írják ki)
- Beloften Eredivisie: 4
  - 1996–97, 1999–00, 2009–10, 2010–11
- KNVB Reserve Cup: 3
  - 2000–01, 2004–05, 2007–08
- Supercup Beloften: 2
  - 2010, 2011

## KNVB Kupameccsek
| Idény   | Forduló | Kimenetel       | Eredmény |
| ------- | ------- | --------------- | -------- |
| 1997–98 | GS      | BVV/Caterpillar | GY       |
| 1997–98 | GS      | Fortuna Sittard | V        |
| 1997–98 | GS      | VVV-Venlo       | GY       |
| 1997–98 | R2      | Telstar         | 3–4 (H)  |
| 2000–01 | GS      | RBC Roosendaal  | GY       |
| 2000–01 | GS      | VV Kloetinge    | GY       |
| 2000–01 | GS      | SHO             | GY       |
| 2000–01 | R1      | Dordrecht'90    | 4–1 (A)  |
| 2000–01 | R2      | Excelsior       | 0–1 (H)  |
| 2001–02 | GS      | Gemert          | GY       |
| 2001–02 | GS      | Helmond Sport   | GY       |
| 2001–02 | GS      | SV Panningen    | GY       |
| 2001–02 | R1      | FC Eindhoven    | 0–1 (A)  |
| 2005–06 | R1      | SHO             | DSQ      |
| 2008–09 | R2      | PSV             | 0–3 (H)  |

## Stáb
- Vezetőedző: Pascal Jansen
- Menedzser asszisztens: Jürgen Dirkx
- Menedzser asszisztens: Twan Scheepers
- Kapusedző: Abe Knoop

## Külső hivatkozások
- Hivatalos honlap PSV Ifjúsági Akadémia